# MK 101

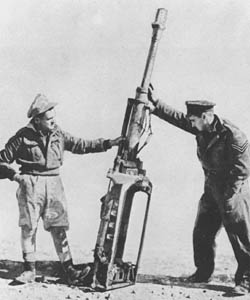
MK-101 als US-Beutestück

Die Maschinenkanone MK 101 war eine Bordkanone im Kaliber 30 mm, die von der deutschen Firma Rheinmetall-Borsig entwickelt wurde und in deutschen Jagdflugzeugen zur Zeit des Zweiten Weltkrieges zum Einsatz kam. Obwohl sie präzise und leistungsstark war und eine hohe Mündungsgeschwindigkeit aufwies, war sie auch sehr schwer und wies eine niedrige Feuerrate auf, sodass sie nur in geringer Stückzahl produziert wurde.

## Entwicklung
Ursprünglich wurde die MK 101 im Jahr 1935 von der Firma Rheinmetall-Borsig unter dem Namen MG-101 als eine langläufige Maschinenkanone entwickelt, die in der Lage war, neun verschiedene Arten von 30 × 184 mm B-Munition (bspw. hochexplosive oder panzerbrechende mit Wolframkern) zu verschießen. Entwickelt wurde sie aus der Panzerbüchse MK S18/1000. Sie besaß einen pneumatischen Spannhebel, feuerte mit Hilfe eines elektromagnetischen Perkussionsschlosses und war rückstoßbetrieben. Für die damalige Zeit war die Waffe äußerst genau und erreichte eine hohe Durchschlagskraft (sie konnte eine 7,5 cm starke Panzerung auf 300 Meter Entfernung durchschlagen), war aber aufgrund ihrer geringen Feuerrate von 230 bis 260 Schuss/min nur bedingt für den Luftkampf geeignet.

## Einsatz
Ab Ende 1941 kam sie vor allem im Erdkampfflugzeug Henschel Hs 129 zum Einsatz und auch in einem Dutzend umgebauten Bombern Heinkel He 177 A-1. Am Rumpf einer Hs 129 befestigt und mit panzerbrechender Wolframmunition bestückt, vermochte sie den Turm und die Seitenpanzerung des schweren sowjetischen KW-1-Panzers zu durchschlagen. Eine elektrisch betriebene Version der MK 101 wurde später entwickelt und kam als MK 103 zum Einsatz.